# Lipowe (Limanowa)
Pour les articles homonymes, voir Lipowe.
Lipowe est une localité polonaise de la gmina et du powiat de Limanowa en voïvodie de Petite-Pologne.